# Изолятор Мотта
Изоля́торы Мо́тта (Мо́ттовские диэле́ктрики) — это кристаллические вещества с диэлектрическими свойствами. Согласно обычной теории электрической проводимости, они должны быть проводниками, однако являются изоляторами.
Этот эффект обусловлен тем, что энергия межэлектронного (Кулоновского) взаимодействия {\displaystyle U=e^{2}/r}, (где {\displaystyle r} среднее расстояние между электронами) больше средней кинетической энергии электронов, которую характеризует ширина запрещённой зоны {\displaystyle W=\hbar ^{2}/mr^{2}} ({\displaystyle m} — эффективная масса электрона, {\displaystyle \hbar } — постоянная Планка).
При {\displaystyle U>W} зона может быть частично заполнена электронами, что характерно для металлов. Однако на соседних атомах находятся другие электроны, которые препятствуют переносу заряда. Таким образом, в системе с наполовину заполненной зоной происходит коллективная локализация электронов, индуцированная кулоновским взаимодействием, что и делает вещество диэлектриком.

## История
В 1937 году Ян Хендрик Де Бур и Эверт Йоханнес Виллем Вервей отмечали, что в силу зонной теории различные оксиды переходных металлов должны являться проводниками, поскольку имеют нечетное число электронов на элементарную ячейку. Однако, на примере оксида никеля NiO выяснили, что  такие соединения фактически проявляют себя как диэлектрики. Невилл Мотт и Рудольф Пайерлс (также в 1937 году) предсказали, что эту аномалию можно объяснить включением взаимодействий между электронами.
В 1949 году Мотт предложил модель для {\displaystyle {\ce {NiO}}} в качестве изолятора, где проводимость основана на формуле:
{\displaystyle {\ce {( Ni^2+ + O^2- )_2 -> Ni^3+O^2- + Ni^1+ + O^2-}}}
В общем случае изоляторы Мотта возникают, когда отталкивающий кулоновский потенциал {\displaystyle U} достаточно велик, чтобы создать энергетическую щель. Одним из простейших примеров изолятора Мотта является модель Хаббарда 1963 года.

## Свойства
К Моттовским диэлектрикам можно отнести соединения переходных и редкоземельных металлов с частично заполненными внутренними d- или f-орбиталями, например, купраты.
Существует ряд свойств изоляторов Мотта, полученных как из экспериментальных, так и из теоретических наблюдений, которые нельзя отнести к антиферромагнитному упорядочению:
- Передача спектрального веса по шкале Мотта Архивная копия от 19 января 2022 на Wayback Machine
- Исчезновение одночастичной функции Грина вдоль связанной поверхности в импульсном пространстве в первой зоне Бриллюэна Архивная копия от 24 июля 2020 на Wayback Machine
- Два знаковых изменения коэффициента Холла как электронного легирования идут от {\displaystyle n=0} в {\displaystyle n=2} (в то время. как изоляторы имеют только одно изменение знака в {\displaystyle n=1})
- Наличие заряда {\displaystyle 2e} бозона при низких энергиях
- Псевдощель от полузаполнения ({\displaystyle n=1}) Архивная копия от 24 июля 2020 на Wayback Machine

## Применение
К изоляторам Мотта последнее время проявляется всё больший интерес и еще до конца не изучены. Эти изоляторы могут применяться в тонкопленочных магнитных гетероструктурах и высокотемпературных сверхпроводниках.
Эти изоляторы могут становиться проводниками за счет изменения некоторых параметров, таких как состав, давление, температура, напряжение и магнитное поле. Эффект известен как переход металл-диэлектрик и может быть использован для создания небольших транзисторов, переключателей и запоминающих устройств, использование которых возможно совместно с обычными материалами.